# Api Rouge
Api Rouge es el nombre de una variedad cultivar de manzano (Malus domestica). 
Un híbrido de manzana antigua que es una de las variaciones surgidas a lo largo de generaciones de cultivo de la antigua variedad 'Api'. La variedad 'Api Rouge' tiene  frutas de carne firme, fina, muy dulce, muy crujiente, jugosa con un sabor aromático, muy parecido a 'Api'.

## Sinonimia
- "Api Double Rose",
- "Petit Api",
- "Api Fin",
- "de Long Bois",
- "Petit Api Rosee".[6][5]

## Historia
La variedad de manzana 'Api Rouge' es una de las numerosas variaciones de la variedad antigua 'Api' ya cultivada en la Grecia clásica y en la Roma imperial que a través de generaciones de sucesivos cultivos han desarrollado una variabilidad tanto de fenotipo como de caracteres organolépticos, demostrando la teoría de Charles Darwin sobre la variabilidad de los caracteres en las plantas bajo domesticación en cultivo («The Variation of Animals and Plants under Domestication»).
'Api Rouge' también denominada 'Api Double Rose' tiene su origen en Lot et Garonne, variedad antigua cultivada en el Agenais, desde antes del siglo XIX hasta 1950.
'Api Rouge' está cultivada en diversos bancos de germoplasma de cultivos vivos tales como en National Fruit Collection (Colección Nacional de Fruta) de Reino Unido con el número de accesión: 1982-288 y nombre de accesión: Api.

## Características
'Api Rouge' es un árbol de poco vigor, pequeño y compacto, erguido, que fructifica en espolones. Es una variedad muy resistente, poco sensible a parásitos y enfermedades. No propenso al bienalismo. Tiene un tiempo de floración que comienza a partir del 27 de abril con el 10% de floración, para el 30 de abril tiene una floración completa (80%), y para el 8 de mayo tiene un 90% caída de pétalos.
'Api Rouge' tiene una talla de fruto de pequeño a mediano con altura promedio de 30.00mm y anchura promedio de 50.00mm; forma plano, redondo y ligeramente aplastado; con nervaduras muy débiles, y corona débil; epidermis tiende a ser fina, lisa y brillante, con color de fondo es amarillo, con un sobre color lavado rojo intenso en toda la superficie, y cubierto con una pátina blanquecina, importancia del sobre color alto, y patrón del sobre color chapa con tendencia a rayas dispersas rotas, lenticelas medias algo más claras, ruginoso-"russeting" (pardeamiento áspero superficial que presentan algunas variedades) bajo; cáliz es pequeño y cerrado o parcialmente abierto, asentado en una cuenca poco profunda y ligeramente ondulada con algo de ruginoso-"russeting" en las paredes; pedúnculo es medio corto y delgado, colocado en una cavidad moderadamente profunda y abierta, con ruginoso-"russeting" en sus paredes; carne muy blanca, crujiente y de grano fino, sabor muy jugoso, muy dulce, y ácida.
Su tiempo de recogida de cosecha entre el 15 y el 25 de octubre. Se mantiene bien hasta cuatro meses en cámara frigorífica.

## Usos
Una excelente manzana para comer en postre de mesa, también utilizada en la elaboración de sidra. Hace excelentes jugos de manzana.

## Ploidismo
Diploide, auto estéril. Grupo de polinización: C, Día 11.